# Tasmanien-Schleiereule
Die Tasmanien-Schleiereule (Tyto castanops) ist eine Art aus der Gattung der Schleiereulen, die von Natur aus nur auf Tasmanien und Maria Island vorkommt. Auf Lord Howe Island wurde sie eingeführt. Sie wird von einigen Autoren als eine Unterart der Neuhollandeule eingestuft; andere Autoren sehen in ihr jedoch aufgrund der von der Neuhollandeule abweichenden Körpergröße und der unterschiedlichen Färbung eine eigenständige Art.

## Merkmale
Die Tasmanien-Schleiereule ist die größte Art ihrer Gattung. Sie erreicht eine Körperlänge von 47 bis 55 Zentimetern und wiegt zwischen 600 und 1.200 Gramm. Die Körperoberseite ist überwiegend graubraun und weist weiße und schwarze Flecken auf. Der Gesichtsschleier ist blass kastanienbraun bis braungelb mit einer dunkleren, bei einigen Individuen fast schwarzen Region von den Augen bis zur Schnabelbasis. Auf der Körperunterseite weist die Art auffällige schwarze Flecken auf. Die Neuhollandeule ist der Tasmanienschleiereule ähnlich, ist jedoch kleiner und auffällig blasser mit einem blasseren Gesichtsschleier.
Die Tasmanienschleiereule gilt als ein Standvogel, der überwiegend Wald und halboffenes, mit Bäumen oder Sträuchern bestandenes Gelände besiedelt. Die Lebensweise der Tasmanienschleiereule gleicht in den wesentlichen Zügen der Neuhollandeule. Ihr Nahrungsspektrum umfasst kleinere Säugetiere bis zur Größe eines Kaninchens. Sie schlägt außerdem kleinere Vögel und Eidechsen. Sie brütet gewöhnlich in Baumhöhlen. Das Gelege besteht aus zwei bis vier weißen Eiern. Nur das Weibchen brütet.

## Belege

### Einzelbelege
1. 1 2  König et al., S. 225